# Lexém
Lexém je základní jednotka slovní zásoby jazyka. Jedná se o množinu všech tvarů určitého slova nebo slovního spojení.
Lexém je abstraktní jednotka, jeho konkrétní vyjádření se označuje jako lex. Pokud má určité slovo více tvarů, obvykle v důsledku skloňování nebo časování, označují se tyto jednotlivé tvary jako alolexy. Reprezentativní tvar slova (alolex), uváděný ve slovnících, se nazývá lemma.
Příklad:

Lexém reprezentovaný lemmatem (slovníkovým vstupem) pes může v textu nabývat například tyto konkrétní podoby (alolexy): pes, psa, psu, psovi, pse, psem, psi, psů, psům, psy, psech.
Každý lexém je složen z jednoho nebo více morfémů (kořen, předpona, přípona, koncovka atd.). Jejich konkrétní vyjádření se nazývají morfy.
Jeden nebo více lexémů tvoří syntagmém (větný vzorec). Konkrétní realizace syntagmému se nazývá věta.